# Втора полска република
Втората полска република, наричана също Втора Жечпосполита (на полски: II Rzeczpospolita) е полска република, съществувала в периода 1918 – 1939 г., от получаването на суверенитет (1918 г.) до нахлуването на Германия (1939 г.).
Името подчертава непрекъснатостта с Жечпосполита (Полско-литовска държава или Държава на двата народа 1569 – 1795), унищожена с договора за подялба, сключен между Австрия, Прусия и Русия през втората половина на XVIII век (1772 – 1795). Официален език във Втората полска република е полският, а валутата – първоначално полска марка, а от 1924 г. полската злота. От 1939 г., след агресията на Третия Райх и СССР, държавата се намира в положение на военна окупация, но има конституционни органи на властта и въоръжени сили, които работят успоредно в подземната държава (Армия Крайова) и в изгнание, благодарение на което, де юре и де факто, Втората полска държава просъществува до 1945 г.
По време на Втората световна война (1939 – 1945) територията на Втората полска държава е окупирана от Германия, СССР, Словакия и Литва. Втората Жечпосполита запазва държавен суверенитет, в дипломатическо отношение е представена от Правителството в изгнание, което получава убежище в Париж (до 1940), а после в Лондон.
По-голямата част от територията на Полската държава анексирана от Съветския съюз и Литва през 1939 г., през 1945 г. е присъединена към Украинската ССР, Белоруската ССР и Литовската ССР.

## Исторически данни
За символично начало на Втората полска държава се приема 11 ноември 1918 г., когато Юзеф Пилсудски поема военната власт от ръцете на Регентския съвет във Варшава. Три дни по-късно приема и гражданската власт, а Регентският съвет и Временното правителство на Република Полша се разпускат и предават властта на Пилсудски, който скоро става Временен Държавен Глава.
След агресията върху Полша от Райха и СССР (Септемврийската кампания) и военната окупация на територията на Втората Жечпосполита от страна на двамата агресори, легалният продължител на властта на страната, призната на международната арена в периода на Втората световна война, е Правителството на Полша в изгнание, а като подчинена администрация в окупирания край – Полската подземна държава и нейните военни и политически структури (Армия Крайова).
Изтеглянето на дипломатическото признание за правителството на Жечпосполита в изгнание от Великобритания и САЩ на 6 юли 1945 г. (и в резултат останалите страни в учредяващата се по това време Организация на обединените нации (единствено Испания, Ирландия и Ватикан признават Правителството на Полша в изгнание)) може да се приема за фактически край на Втората Жечпосполита.
Последният акт на нейното формално съществуване е извършен на 22 декември 1990 г. от Ришард Качоровски (последният президент на Втората Жечпосполита в изгнание) – предаването на отличителните президентски знаци и оригинала от Априлската конституция на първия президент избран по време на свободните избори – Лех Валенса. 

## Международно признание
Веднага след като поема властта на 16 ноември 1918 г., Юзеф Пилсудски изпраща съобщение до страните от Антантата, за да ги информира за възникването на независимата полска държава. Германия е първата страна, която признава нейното съществуване, но на 15 декември 1918 г. Полша прекратява дипломатическите си отношение с нея. По-широкото признаване на полската независимост на международната сцена е свързано с отношението на Франция и Великобритания. Малко след Трирското примирие и прекратяването на огъня на полско-украинския фронт, признават правителството на Полша: Съветът на Великите сили (21 февруари 1919 г.), Франция (24 февруари) и Великобритания (25 февруари). Япония на 22 март 1919 г. и на 27 март същата година Светият престол признава независимиостта на Полша.

## Територия и граници

### Територия
- 386 273 кв. км. (1928 г.)
- 388 634 кв. км. (1 януари 1938 г.)
- 389 720 кв. км. (след окупацията на Заолже през октомври 1938 г.)

### Граници
Дължина на границите на Полша – 5529 км.
Граници със съседните държави в зависимост от дължината:
- с Германия – 1912 км.
- със СССР – 1412 км.
- с Чехословакия – 984 км.
- с Литва – 507 км.
- с Румъния – 349 км.
- със Свободен град Гданск – 121 км.
- с Латвия – 109 км.
- морска граница – 71 км. (с полуостров Хел 147 км.)

### Установяване на границите
Границите на Втората полска държава се установяват със следните договори: Версайски, Сенжерменски, Рижки, Трианонски и междусъюзническото споразумение на Комитета на посланиците. През 1921 г. след Версайския договор, резултатите от референдума и трите шльонски въстания към Полша е присъединена източната част на Горна Силезия.

### Съседи
- Германия – Централна и Източна Прусия,
- СССР – републики Украинска ССР и Белоруска ССР,
- Чехословакия от 1938 г. към Германия,
- Словакия от 1939 г. зависима от Германия,
- Литва,
- Латвия,
- Румъния,
- Унгария – от 1939 г.

### Зависими и автономни територии
- Шльонско войводство – полската част от Горна Силезия с включена Тешинска Силезия,
- Свободен град Гданск – Гданск и околностите.

### Съдбата на границите на Втората полска държава
След военната агресия на СССР върху Полша на 17 септември 1939 г., военната окупация на източните територии на Втората полска република от Червената армия и споразуменията в Договор за дружба и граници между СССР и Германия от 28 септември 1939 г. взети от Третия Райх и СССР в Москва, жителите на окупираните части от полската държава са подложени на репресии от страна на агресорите.
Към Райха са присъединени: поморското войводство, шльонското, познанското, лодзкото с Лодз, Судовия, северната и западната част на Мазовше както и западните части на краковско и келецко войводство.
От земите на Жечпосполита между немско-съветската гранична линия от 28 септември 1939 г. и определената с постановление източна граница на полските земи присъединени непосредствено към Германия (определяна като новата източна граница на Райха) Адолф Хитлер създава Генерално губернаторство – отделна административна единица, подчинена на Райха.
Останалата част от територията на Жечпосполита на изход от граничната линия е анексирана от СССР.
Всички тези правни актове са в противоречие с ратифицираната от Германия и Русия Хагска конвенция (1907). Те са невалидни по отношение на международното право и не са признати както от Правителството в изгание, така и от държавите съюзници на Полша, както и трети държави (неутрални) през цялото време на Втората световна война.
В резултат на разпоредбите от Техеранската, Ялтенската и Потсдамската конференция след приключването на Втората световна война, Жечпосполита (от 1952 г. под названието Полска народна република) си връща териториите от централната и западната част на Втората полска република, а също така и Възстановените земи и става неследник на Втората полска държава. Земите на изток от Буг, Източните Креси, т.е. виленско, новогродзко, полеско, волинско, тарнополско и станиславовско войводства, а също така и част от бялостоцко и лвовско войводства, са присъединени към СССР.

## Политическа система
До 1926 г. политическата система във Втората полска държава е определяна като демократична република с многопартийна парламентарна система. След Майския преврат (1926 г.) държавната система претърпява промени по отношение на конституцията (приета е т.нар. Августовска новела) и формата на управление се трансформира в президентски автократичен (от политическия лагер, който упражнява власт, наречен Санация).

## Календар на политическите събития
- 7 октомври 1918 г. – Регентският съвет обявява независимостта на Полското кралство от Германия и Австро-Унгария
- 11 ноември 1918 г. – Юзеф Пилсудски поема военната власт
- 22 ноември 1918 г. – за първи път официално е употребено определението Република Полша, което означава премахване на монархическия режим в Полша
- 28 ноември 1918 – жените в Полша получават правото да гласуват
- 1918 – 1921 г. – шест войни и погранични конфликти:

- 1 ноември 1918 г. – Битка за Лвов (1918 – 1919)
- 27 декември 1918 г. – Великополско въстание
- 17 август 1919 г. – избухване на I шльонско въстание (следващите: 19/20 август 1920 г. и 3 май 1921 г.)
- Полско-съветска война
- Полско-украинска война
- Полско-литовска война
- Полско-чехословашки погранични конфликти

· 26 януари 1919 г. – избори за Законодателния сейм
· 20 февруари 1919 г. – Малка конституция
· 28 юни 1919 г. – подписване на Версайския договор
· 13 – 19 август 1920 г. – Битка при Варшава
· 19 февруари 1921 г. – създаване на съюз с Франция
· 2 март 1921 г. – съюз с Румъния
· 17 март 1921 г. – Мартенска конституция
· 18 март 1921 г. – Рижки договор с РСФСР
· 16 юни 1922 г. – присъединяване на Горен Шльонск
· 16 декември 1922 г. – атентат срещу президента Габриел Нарутович
· 12 – 14 май 1926 г. – Майски преврат
· 16 ноември 1930 г. – т.нар. „брестки избори“
· 25 юли 1932 г. – Договор за ненападение между Полша и СССР
· 26 януари 1934 г. – Договор за ненападение между Германия и Полша
· 23 април 1935 г. – създаване на Априлската конституция
· 12 май 1935 г. – смъртта на Юзеф Пилсудски
· 1 октомври 1938 г. – навлизане на полските войски в Заолже и присъединяването му към Полша
· 2 януари 1939 г. – смъртта на Роман Дмовски
· 23 август 1939 г. – пакт Рибентроп-Молотов
· 25 август 1939 г. – съюз между Полша и Великобритания
· 1 септември 1939 г. – нападението на Третия Райх, начало на септемврийската кампания, начало на Втората световна война
· 17 септември 1939 г. – нападението на СССР върху Полша
· 28 септември 1939 г. – капитулация на Варшава

## Управляващи

### Държавен глава
| Име и фамилия  | Период на управление               |
| Юзеф Пилсудски | 22 ноември 1918 – 11 декември 1922 |

### Президенти
| Име и фамилия         | Период на управление                      |
| Габриел Нарутович     | 11 декември 1922 г. – 16 декември 1922 г. |
| Мачей Ратай           | 16 декември 1922 г. – 22 декември 1922 г. |
| Станислав Войчеховски | 22 декември 1922 г. – 14 май 1926 г.      |
| Мачей Ратай           | 15 май 1926 г. – 4 юни 1926 г.            |
| Юзеф Пилсудски        | Не встъпва в длъжност                     |
| Игнаци Мошчицки       | 4 юни 1926 г. – 30 септември 1939 г.      |

|  | Тази страница частично или изцяло представлява превод на страницата II Rzeczpospolita в Уикипедия на полски. Оригиналният текст, както и този превод, са защитени от Лиценза „Криейтив Комънс – Признание – Споделяне на споделеното“, а за съдържание, създадено преди юни 2009 година – от Лиценза за свободна документация на ГНУ. Прегледайте историята на редакциите на оригиналната страница, както и на преводната страница, за да видите списъка на съавторите. ВАЖНО: Този шаблон се отнася единствено до авторските права върху съдържанието на статията. Добавянето му не отменя изискването да се посочват конкретни източници на твърденията, които да бъдат благонадеждни. |